# 쓰부라야 에이지
쓰부라야 에이지(일본어: 円谷 英二, 1901년 7월 7일 ~ 1970년 1월 25일)은 일본의 특수 효과 감독으로 일본의 많은 공상과학 영화와 텔레비전 시리즈에 기여했다. 그는 고지라 시리즈의 공동 창작자였고, 울트라 시리즈의 주요 창작자였다. 50년 정도의 활동 기간 동안 약 250편의 영화 제작에 참여하였다.